# Čehoslovački sustav utvrda u Drugom svjetskom ratu
Čehoslovački sustav utvrda u Drugom svjetskom ratu (poznat i kao Benešova linija) lanac je utvrđenja izgrađenih duž granica prema Poljskoj, Njemačkoj, Austriji i Mađarskoj. Namjena izgradnje bila je zaštita čehoslovačkih granica od potencijalnog njemačkog vojnog napada tijekom Drugog svjetskog rata, a potakla ju je tadašnja čehoslovačka vlada. Sastojala se od niza bunkera, lakih i teških utvrda te prepreka za borbena oklopna vozila. Cilj je bio zaustaviti prve potencijalne napade dok se ne mobiliziraju veće obrambene snage ili dok netko od država Saveznika ne pruži vojnu pomoć.

## Izgradnja
S jačanjem Trećeg Reicha i njemačkim pretenzijama za teritorijalnim proširenjem na Sudetsko gorje, čehoslovačke vlasti započele su s razvojem obrambenih planova. Prvi koraci započeli su u suradnji s francuskom vojskom, iako su neke obrambene utvrde već postojale otprije. U jesen 1934. započela su terenska mjerenja dok glavnina radova započinje 1936. godine, velikim dijelom po uzoru na francusku Maginotovu liniju. Izvorni plan bio je prvi dio linije dovršiti između 1941. i 1942., a potpun završetak radova planirao se za početak 1950-ih godina. Radovi su se odvijali veoma brzo, tako da je do potpisivanja Münchenskog sporazuma u rujnu 1938. bilo dovršeno 20% teških i 70% lakih utvrda. Zbog posljedica potpisanog sporazuma planirani ostatak nikada nije u potpunosti dovršen. 

## Učinak
Sustav utvrda nikada nije dao planirani učinak, što je rezultat potpisivanja Münchenskog sporazuma i aneksije Sudetskog gorja od strane Trećeg Reicha. Veći dio utvrda predan je njemačkoj vojsci, koja je spomenute objekte koristila za smještaj svojih snaga i razvoj tehnika s ciljem lakšeg uništenja francuske Maginotove linije.

## Utvrde danas
Dio objekata ipak je srušen i oštećen tijekom trajanja rata, od posljedica njemačkih pokusa i vježbi te manjim dijelom u borbama od 17. do 26. travnja 1945. godine pri povlačenju njemačke vojske. Većina preostalih objekata danas je dostupna javnosti, a neki se i nude u najam avanturistima. Topnička tvrđava Hanička je u razdoblju od 1979. do 1993. godine služila kao sofisticirano sklonište za potrebe Ministarstva unutarnjih poslova Čehoslovačke. Kasnije je ondje otvoren muzej. Također, mnogi muzeji u utvrdama nalaze se na liniji između čeških gradova Ostrava i Opava. Neki od objekata pretvoreni su i u skladišne prostore različite namjene, koje i danas služe za potrebe Oružanih snaga Češke.